# Endless Residency (álbum de Melvins)
Endless Residency es un box set en vivo de Melvins, lanzado el 6 de junio de 2011 por Amphetamine Reptile Records, es una edición limitada de solo 500 copias. Endless Residency recopila 7 álbumes de estudio interpretados en directo, la entrega de CD cuenta con 4 discos y la de vinilo con 8, las dos ediciones cuentan con un arte hecho a mano por Buzz Osborne y su esposa Mickie. Las grabaciones se llevaron a cabo durante la gira "L.A. Spaceland Residency" en el mes de enero de 2011.

## Fechas y presentaciones
- 7 de enero de 2011: Presentación en vivo de Colossus of Destiny, Lysol (aka Melvins) y Egnnog.

- 14 de enero de 2011: Presentación en vivo de Houdini

- 21 de enero de 2011: Presentación en vivo de Bullhead

- 28 de enero de 2011: Presentación en vivo de Stoner Witch[2][3]

## Disco 1:Colossus of Destiny/Lysol (aka Melvins)/Egnnog[En vivo]
| N.º | Título                      | Duración |  |
| 1.  | «Colossus of Destiny»       | 12:26    |  |
| 2.  | «Eye Flyes»                 | 8:22     |  |
| 3.  | «Charmicarmicat»            | 13:37    |  |
| 4.  | «Hung Bunny/Roman Dog Bird» | 14:08    |  |
| 5.  | «Hog Leg»                   | 3:07     |  |
| 6.  | «Antitoxidote»              | 1:58     |  |
| 7.  | «Wispy»                     | 1:36     |  |
| 8.  | «With Teeth»                | 2:35     |  |
| 9.  | «The Ballad of Dwight Fry»  | 4:55     |  |
| 10. | «Sacrifice»                 | 12:29    |  |

## Disco 2:Houdini[En vivo]
| N.º | Título                         | Duración |  |
| 1.  | «Hag Me»                       | 7:59     |  |
| 2.  | «Pearl Bomb»                   | 1:34     |  |
| 3.  | «Honey Bucket»                 | 2:25     |  |
| 4.  | «Night Goat»                   | 2:28     |  |
| 5.  | «Lizzy»                        | 9:06     |  |
| 6.  | «Going Blind»                  | 5:16     |  |
| 7.  | «Joan of Arc»                  | 5:02     |  |
| 8.  | «Set Me Straight»              | 1:02     |  |
| 9.  | «Deserted Cities of the Heart» | 1:36     |  |
| 10. | «Sky Pup»                      | 3:25     |  |
| 11. | «Teet»                         | 2:35     |  |
| 12. | «Copache»                      | 1:57     |  |
| 13. | «Spread Eagle Beagle»          | 6:08     |  |
| 14. | «Gimmie Pizza»                 | 4:06     |  |
| 15. | «Star Spangled Banner»         | 2:30     |  |

## Disco 3:Bullhead[En vivo]
| N.º | Título                 | Duración |  |
| 1.  | «Ligature»             | 5:17     |  |
| 2.  | «It's Shoved»          | 2:21     |  |
| 3.  | «If I Had An Exorcism» | 3:49     |  |
| 4.  | «Zodiac»               | 3:37     |  |
| 5.  | «Anaconda»             | 3:02     |  |
| 6.  | «Euthanasia»           | 3:34     |  |
| 7.  | «Cow»                  | 4:05     |  |
| 8.  | «Your Blessened»       | 5:03     |  |
| 9.  | «Boris»                | 9:23     |  |
| 10. | «Okie from Muskogee»   | 6:22     |  |

## Disco 4:Stoner Witch[En vivo]
| N.º | Título                 | Duración |  |
| 1.  | «Lividity»             | 17:41    |  |
| 2.  | «Skweetis»             | 0:54     |  |
| 3.  | «Sweet Willy Rollbar»  | 1:31     |  |
| 4.  | «Revolve»              | 4:07     |  |
| 5.  | «June Bug»             | 1:49     |  |
| 6.  | «Roadbull»             | 3:11     |  |
| 7.  | «Goose Freight Train»  | 5:11     |  |
| 8.  | «Queen»                | 2:46     |  |
| 9.  | «At the Stake»         | 8:30     |  |
| 10. | «Magic Pig Detective»  | 3:59     |  |
| 11. | «Shevil»               | 6:22     |  |
| 12. | «Goodnight Sweetheart» | 3:06     |  |